# Kaaskroket

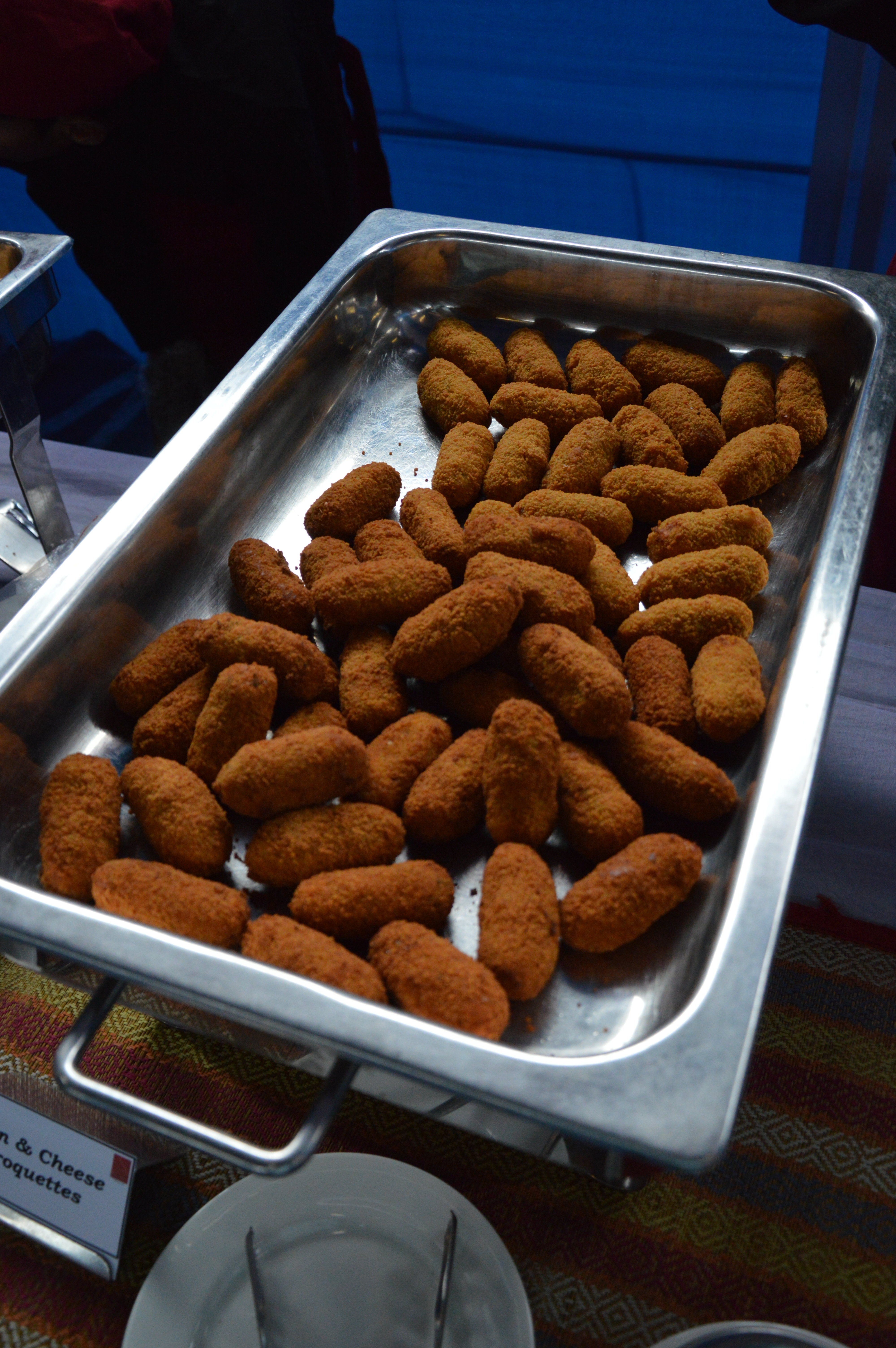
Maïs- en kaaskroketten

Een kaaskroket is een gefrituurde snack, beter gezegd een kroket met kaasvulling. In België wordt de snack regelmatig in frietkotten aangeboden. Soms zijn ze handgemaakt. In Nederland is ze hier en daar verkrijgbaar in automatiek of snackbar.
In restaurants staat de kaaskroket op het menu als voorgerecht en in cafés als snack. De kaaskroket is dan kleiner dan de reguliere vleeskroket.
De smaak van een kaaskroket wordt vooral bepaald door de soort kaas die is gebruikt. Niet de gehele vulling van de kroket bestaat overigens uit kaas; het is een mengsel van bloem, boter, melk, kaas en kruiden of drank, zoals kirsch. Het paneermeel dat bij de bereiding van kaaskroketten wordt gebruikt is in het algemeen wat fijner van korrel.